# Uganda en los Juegos Paralímpicos de París 2024
Uganda estuvo representada en los Juegos Paralímpicos de París 2024 por cuatro deportistas, dos hombres y dos mujeres. El equipo paralímpico ugandés no obtuvo ninguna medalla en estos Juegos.